# غيتوات نازية
قالب:Infobox holocaust event ابتداءً من غزو بولندا خلال الحرب العالمية الثانية، أنشأ نظام ألمانيا النازية أحياء اليهود عبر أوروبا المحتلة من أجل عزل اليهود وحدهم وأحيانًا الغجر أيضًا في قطاعات صغيرة من البلدات والمدن التي تعزز استغلالهم. في الوثائق الألمانية واللافتات على مداخل الغيتو، أشار النازيون عادة إليهم على أنهم "Jüdischer Wohnbezirk" أو "Wohngebiet der Juden" وكلاهما يترجمان إلى الحي اليهودي. كانت هناك عدة أنواع مختلفة من بينها غيتوات مفتوح ، وغيتوات مغلقة، وعمل، وعبور، وغيتوات تدمير، كما حددها مؤرخو الهولوكوست. في عدد من الحالات، كنت أماكن للمقاومة اليهودية السرية ضد الاحتلال الألماني، المعروف بشكل جماعي باسم انتفاضات الغيتو.

## التاريخ

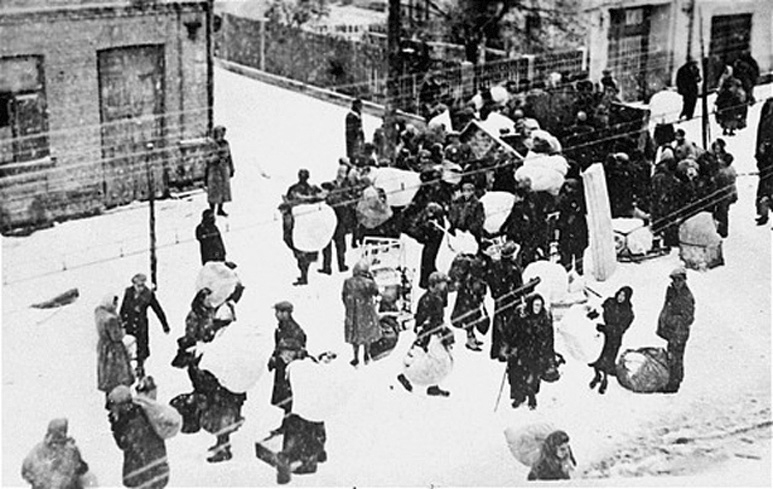
إجبار اليهود على دخول حي غرودنو اليهودي الجديد في بيزيرك بياليستوك ، نوفمبر 1941

تم سن أولى الإجراءات المعادية لليهود في ألمانيا مع بداية النازية، من دون التخطيط الفعلي لغيتو لليهود الألمان الذي تم رفضه في فترة ما بعد ليلة البلور، ومع ذلك مباشرة بعد الغزو الألماني لبولندا 1939، بدأ النازيون في تعيين مناطق المدن والبلدات البولندية الكبرى على أنها يهودية حصراً وخلال أسابيع شرع في برنامج ضخم لاقتلاع اليهود البولنديين من منازلهم ومن أعمالهم عن طريق عمليات الطرد الإجبارية. تم ترحيل جميع المجتمعات اليهودية إلى هذه المناطق المغلقة عن طريق القطار من مناطقهم الأصلية بشكل ممنهج باستخدام كتائب Orpo ،  أولاً في رايخسجاو، ثم في جميع أنحاء منطقة الحكومة العامة.
تأسس أول غيتو من الحرب العالمية الثانية في 8 أكتوبر 1939 في بيوتركوف تريبونالسكي (بعد 38 يومًا من الغزو)،  مع غيتو توليسكوف الذي أنشئ في ديسمبر 1939، وأول غيتو كبير يعرف باسم غيتو وودج (بالألمانية: Litzmannstadt) تبعهم في أبريل 1940، وغيتو وارسو في أكتوبر. تم إنشاء معظم الغيتوات اليهودية في عام 1940 و1941، في وقت لاحق تم إغلاق العديد من الغيتوات من الخارج وإحاطتها بالطوب شائكة، وفي حالة الغيتوات المغلقة يمكن إطلاق النار على أي يهودي بحاول الخروج. كان غيتو وارسو، الذي كان يقع في قلب المدينة أكبر غيتو في أوروبا المحتلة من قبل النازيين، حيث حشد أكثر من 400.000 يهودي في مساحة 3.4 كيلومتر مربع (1.3 ميل2)، وكان غيتو وودج الذي يليه حيث كان يضم حوالي 160,000 شخص. ووفقًا لمحفوظات متحف ذكرى المحرقة بالولايات المتحدة، كان هناك ما لا يقل عن 1000 من هذه الأحياء اليهودية في بولندا التي احتلها وضمها الاتحاد السوفيتي وحده. 

## الظروف المعيشية
تباينت الغيتوات في جميع أنحاء أوروبا الشرقية في حجمها ونطاقها وظروفها المعيشية.  كانت الأوضاع في الغيتو وحشية بشكل عام، ففي وارسو أُجبر اليهود الذين كانوا يشكلون 30٪ من إجمالي سكان المدينة على العيش في 2.4٪ من مساحة المدينة وهي كثافة تبلغ 7.2 فرد لكل غرفة،  وفي غيتو أودرزيفو عاش 700 شخص في منطقة كانت تحتلها في السابق خمس عائلات تتراوح أعدادهم بين 12 و30 إلى كل غرفة. لم يُسمح لليهود بالخروج من الغيتو، لذلك اضطروا إلى الاعتماد على التهريب وحصص التجويع التي وفرها النازيون: في وارسو كان هذا 253 سعرًا حراريًا (1,060 كيلوجولًا) لكل يهودي، مقارنةً بـ669 سعرة حرارية (2800 كيلوجول) للبولندي الواحد، و2،613 سعرة حرارية (10,940 كيلوجول) لكل ألماني. مع الظروف المعيشية المزدحمة وحمية التجويع وعدم كفاية الصرف الصحي (إلى جانب الافتقار إلى الإمدادات الطبية)، أصبحت أوبئة الأمراض المعدية سمة رئيسية في حياة الغيتو.  في غيتو وودج توفي حوالي 43800 شخص لأسباب «طبيعية»، 76000 في غيتو وارسو قبل يوليو 1942.

## أنواع الغيتو

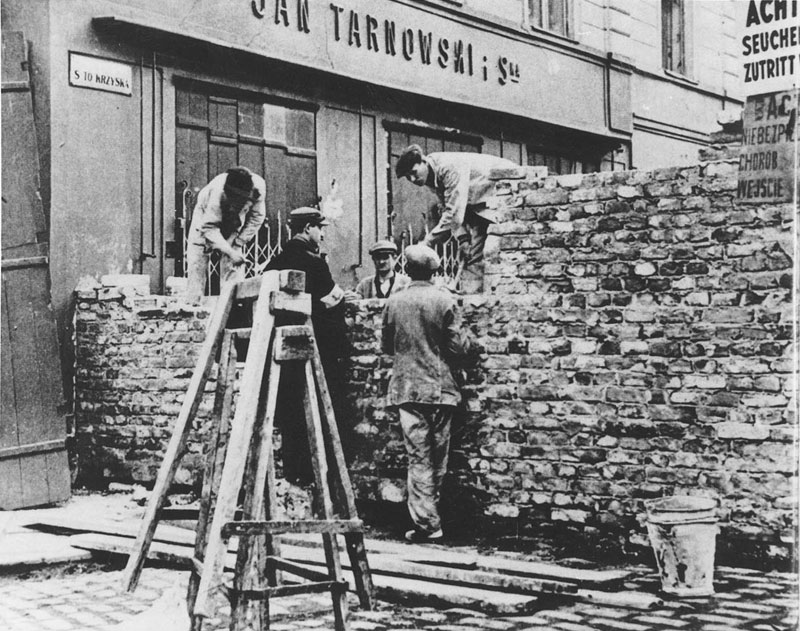
وارسو غيتو

لمنع الاتصالات غير المصرح بها بين السكان اليهود وغيرهم، تم تعيين تشكيلات من الشرطة الألمانية للقيام بدوريات في المحيط، داخل كل غيتو تم إنشاء قوة شرطة يهودية لضمان عدم محاولة أي سجين الفرار، وبشكل عام كان هناك ثلاثة أنواع من الغيتوات التي تحتفظ بها الإدارة النازية. 
- لم يكن لدى الغيتوات المفتوحة أسوار أو حوائط، وكانت موجودة في الغالب في المراحل الأولى من الحرب العالمية الثانية في بولندا التي احتلتها ألمانيا والاتحاد السوفياتي المحتل، ولكن أيضًا في مقاطعة ترانسنيستريا في أوكرانيا التي تحتلها وتديرها السلطات الرومانية، وكانت هناك قيود صارمة على دخولهم وتركهم. [8]
- كانت الغيتوات المغلقة أو المقيدة تقع في الغالب في بولندا المحتلة من قبل ألمانيا، فكانوا محاطين بجدران من الطوب، والأسوار أو الأسلاك الشائكة ممتدة بين المعسكرات، ولم يُسمح لليهود بالعيش في أي مناطق أخرى تحت تهديد عقوبة الإعدام. في الغيتوات المغلقة كانت الظروف المعيشية هي الأسوأ والأحياء كانت مزدحمة للغاية وغير صحية، وأدى الجوع ونقص الغذاء المزمن ونقص الحرارة في الشتاء وعدم كفاية الخدمات البلدية إلى تفشي الأوبئة المتكررة مثل الزحار والتيفوس وإلى معدل وفيات مرتفع. [11] معظم الغيتو النازيين كانوا من هذا النوع بالتحديد. [8]
- كانت غيتوات التدمير أو الإبادة في المراحل الأخيرة من المحرقة، ولمدة تتراوح بين أسبوعين وستة أسابيع فقط في الاتحاد السوفياتي تحت احتلال ألمانيا (خاصة في ليتوانيا وأوكرانيا) وفي المجر وفي بولندا المحتلة تم اغلاقها بإحكام، وتم سجن السكان اليهود فيها فقط ليتم ترحيلهم أو إخراجهم من المدينة وإطلاق النار عليهم من قبل فرق القتل الألمانية، في كثير من الأحيان بمساعدة من كتائب الشرطة المساعدة التعاونية المحلية. [8]

### الجانب الآري
كانت أجزاء من المدينة خارج أسوار الحي اليهودي تسمى «الآرية». على سبيل المثال في وارسو تم تقسيم المدينة إلى أحياء يهودية وبولندية وألمانية. أولئك الذين يعيشون خارج الحي اليهودي كان عليهم الحصول على أوراق إثبات تثبت أنهم ليسوا يهوديين (لم يكن أي من أجدادهم عضوًا في الجالية اليهودية) مثل شهادة المعمودية. هذه الوثائق كانت تسمى أحيانا «مسيحية» أو «أوراق الآرية»، وقام رجال الدين الكاثوليك في بولندا بتزوير شهادات المعمودية بشكل كبير،  والتي أعطيت لليهود من قبل حركة المقاومة البولندية المسيطرة والجيش الوطني (Armia Krajowa ، أو AK). كان أي بولندي عثر عليه الألمان يقدم أية مساعدة لليهود كان يخضع لعقوبة الإعدام.

## التصفية

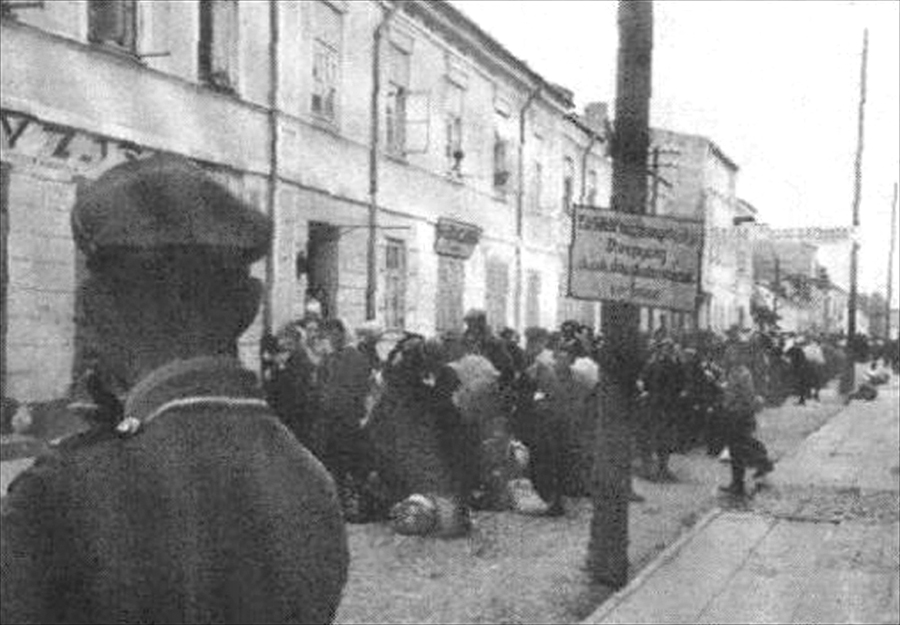
الترحيل إلى معسكر الموت أثناء تصفية غيتو بيالا بودلاسكا الذي أجرته كتيبة الشرطة الاحتياطية 101 في عام 1942

في عام 1942، بدأ النازيون عملية رينهارد عن طريق الترحيل المنظم لليهود إلى معسكرات الإبادة. قامت السلطات النازية في جميع أنحاء أوروبا بترحيل اليهود إلى الأحياء اليهودية في أوروبا الشرقية أو في أغلب الأحيان مباشرة إلى معسكرات الإبادة التي بنتها ألمانيا النازية في بولندا المحتلة. تم ترحيل ما يقرب من 300000 شخص من وغيتو ارسو غيتو وحده إلى تريبلينكا على مدار 52 يومًا، وفي بعض الغيتوات نظمت المقاومة المحلية انتفاضات الحي اليهودي. لم يكن أي منها ناجحًا وكان السكان اليهود في الغيتوات يُقتلون بالكامل تقريبًا. في 21 يونيو 1943، أصدر هاينريش هيملر أمراً بتصفية جميع الغيتوات ونقل السكان اليهود المتبقين إلى معسكرات الاعتقال. تم إعادة تسمية عدد قليل من الأحياء اليهودية كمعتقلات للاعتقال وكانت موجودة حتى عام 1944.